# Islamische Kunst
Der Begriff islamische Kunst bezeichnet in der westlichen Kunstgeschichte die bildende Kunst, die seit dem 7. Jahrhundert unter dem Einfluss der islamischen Kultur in den Gebieten der islamischen Welt hervorgebracht wurde. Auch außerhalb der Grenzen islamischer Staaten entstanden Werke, die der islamischen Kunst zugerechnet werden. Obwohl der Begriff eine Zeitspanne von 1400 Jahren und einen weiten geografischen Raum einschließt, weist die islamische Kunst über Zeit und Raum hinweg gemeinsame, charakteristische Eigenschaften in ihrer Gestaltung, Musterbildung und speziellen handwerklichen Techniken auf, die sie als solche erkennbar machen: Architektur, Kalligrafie, Malerei, Glaskunst, Keramik, Textilien wie Knüpfteppiche, Metallarbeiten, Gegenstände aus Bergkristall und andere Bereiche der bildenden Kunst sind durch die künstlerische Tradition der islamischen Welt geprägt.

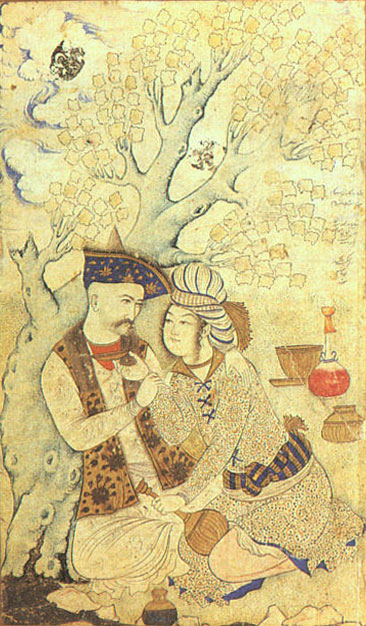
Malerei der Safawidenzeit

## Begriff

### Definition nach Oleg Grabar
Die islamische Welt stellt eine hoch differenzierte Großregion dar, die auf vierzehn Jahrhunderte einer vielfältigen und vielschichtigen künstlerischen Tradition zurückblickt. Der Begriff „islamische Kunst“ ist zwar eingängig, aber bei genauer Betrachtung problematisch. Oleg Grabar wies darauf hin, dass „islamisch“ im Sinne einer kunstgeschichtlichen Definition nicht mit religiösen Begriffen beschrieben werden könne, da auch Juden und Christen unter islamischer Herrschaft gelebt und eine „jüdisch-islamische“ oder „christlich-islamische“ Kunst geschaffen hätten. Grabar definiert das Adjektiv „islamisch“ daher zunächst geografisch, als Produkt einer Kultur oder Zivilisation, die mehrheitlich von Muslimen bewohnt oder beherrscht ist – vergleichbar den Begriffen „Chinesische“ oder „Spanische Kunst“. Da jede Region der islamischen Welt eigene künstlerische Traditionen beibehalten und in das Kunstschaffen unter islamischem Einfluss integriert habe, ergebe der Begriff „islamische Kunst“ nur Sinn, wenn er durch Bezugnahme auf eine kulturelle oder künstlerische Epoche oder eine bestimmte Region erweitert werde. Als Alternative sieht er den Versuch, in einer kontinuierlichen künstlerischen Entwicklung Bedeutungswechsel oder Formänderungen, die „essentielle Inspiration“, zu erkennen. Ein Weg hierzu könne der Nachweis dauerhafter Veränderungen sein, die auf den Einfluss der islamischen Zivilisation auf das Kunstschaffen einer bestimmten Region oder Zeit zurückgingen. Während historische Ereignisse „absolute Zeitpunkte“ definierten, führt Grabar den Begriff der „relativen Zeit“ als den Zeitpunkt ein, an dem „eine Kultur als Ganzes Veränderungen akzeptiert und sich verändert hat“. Den zeitlichen Rahmen dieses Prozesses können wiederum absolute Daten abstecken. Grabar identifiziert mehrere Kennzeichen, durch die ein Kunstwerk als „islamisch“ erkennbar werde: Hierzu zählt er seine Bedeutung im gesellschaftlichen Kontext, die typische, nicht-bildhafte Ornamentik, und eine Spannung zwischen Einheit und Vielfalt.

### Kritik des Begriffs
Blair und Bloom (2003) sehen den Begriff „islamische Kunst“ als nicht vergleichbar mit den im Wortlaut gleichen Begriffen „christliche Kunst“ oder „buddhistische Kunst“, die üblicherweise eine spezifisch religiöse Kunst beschreiben – nicht aber das gesamte Kunstschaffen in christlich oder buddhistisch geprägten Weltregionen. Viele Objekte der islamischen Kunst wären nach westlichem Verständnis eher als Erzeugnisse des Kunsthandwerks anzusehen, was ihrer Bedeutung nicht gerecht werde. Im Gegensatz beispielsweise zur chinesischen Kunst habe es in islamischen Ländern auch nie einheimische Gelehrte gegeben, die sich speziell damit beschäftigt hätten. Somit sei islamische Kunst „weder eine Epoche noch ein Stil, nicht auf ein Land oder eine Region beschränkt, und erforscht Objekte die normalerweise nicht als Kunst gelten.“
Nach Flood (2007) hat die westliche Kunstwissenschaft die Kunst der islamischen Länder in eine „aufgewertete Vergangenheit“ gestellt, aus der eine „lebendige Tradition ausgeschlossen sei“, wodurch ihre „Zeitgenossenschaft mit der Kunst der europäischen Moderne“ verneint werde.
Lorenz Korn beschrieb 2008 den Werdegang der islamischen Kunst als geprägt von kulturellem Austausch, sowohl zwischen dem „islamischen Mittelmeerraum und dem mittelalterlichen Europa“ als auch „zwischen hinduistisch und islamisch dominierten Gebieten in Indien oder zwischen den christlichen Völkern des Kaukasus und ihren muslimischen Nachbarn“; auch in der Epoche des Kolonialismus sei der Austausch von Formen und Inhalten in beide Richtungen fortgesetzt worden. Islamische Kunst könne nicht allein religiös definiert werden, auch wenn „oftmals herausragende Werke der Kunst dem Ausdruck religiöser Inhalte dienten“. Zu eng sei die Gestaltung von Gegenständen aus dem sakralen und profanen Bereich „verknüpft und verwandt“, als dass eine Trennung sinnvoll sei. Korn versteht die „islamische Kunst als ein Kapitel der Weltkunst“, dadurch gekennzeichnet, dass ein Objekt „unter islamischer Herrschaft […] gestaltet wurde oder dass ein wesentlicher Anteil islamischer Kultur in ihre Entstehung mit einfloss.“ Aus diesem Blickwinkel werde es möglich, beispielsweise die „Muqarnas-Holzdecke der Cappella Palatina in Palermo in die islamische Kunstgeschichte einzuordnen, obwohl sie im Auftrag eines christlichen Königs entstand.“
Iftikhar Dadi wies 2010 darauf hin, dass das Studium der „islamischen Kunst“ ein Konstrukt westlicher Spezialisten sei, eine ästhetische Theorie oder eine Verwurzelung in der Tradition der islamischen Kultur sei nicht nachgewiesen. Dadi weist auf die zeitliche Parallele zwischen dem Aufkommen der westlichen wissenschaftlichen Disziplin der „islamischen Kunstwissenschaft“ und der kulturellen Strömung des Orientalismus hin. Vor allem die muslimischen Künstler der Moderne hätten kein Interesse an „islamischer Kunst“ gehabt, die sie als etwas Vergangenes angesehen hätten. Sie seien, wie Dadi am Beispiel sieben moderner pakistanischer Künstler aufzeigt, vielmehr mit der Suche nach einer Identität in den neu entstandenen Nationalstaaten beschäftigt gewesen. Die modernen muslimischen Künstler hätten ihre künstlerischen Wurzeln eher in der Tradition islamischer Textualität und durch ihren Anschluss an eine transnationale Moderne Kunst gefunden.
Oleg Grabar hatte selbst auf das Problem aufmerksam gemacht, dass viele der in der westlichen Kunstgeschichte als „islamisch“ bezeichneten Kunstwerke wenig oder nichts mit der islamischen Religion zu tun haben. Der Versuch, im englischen Sprachgebrauch für solche Objekte den Begriff Islamicate art einzuführen, hat sich nach Grinell (2018) nicht durchgesetzt.
2012 kritisierte Shaw, dass der Begriff „islamische Kunstgeschichte“ auf säkularen Methoden basiere und daher nur in Grenzen erlaube, sich im Rahmen von Kunstausstellungen mit dem Kunstwerk als solchem und seinem religiösen Gehalt auseinanderzusetzen. Sie fordert, den Diskurs um die bildende Kunst auf die breitere Grundlage von sich eng aufeinander beziehenden philosophischen, poetischen und religiösen Diskursen zu stellen. Auf diese Weise könne die islamische Kunstgeschichte als wissenschaftliche Disziplin diese Kunst nicht nur in ihrer ästhetischen Dimension begreifen, sondern auch Aspekte aufgreifen, die weder von westlich-„orientalistischer“ noch von islamistischer Seite ausreichend berücksichtigt werden. Sie schlägt daher ein nuancierteres Verständnis des Begriffs „Islam“ innerhalb der islamischen Kunstwissenschaft vor: Anstelle der Zweiteilung zwischen Kultur und Religion, Einseitigkeiten aufgrund von Ethnozentrismus und Nationalismen, der Beschäftigung mit dem Islam als rein geschichtlichem Phänomen oder eines Kulturerbes anstelle eines lebendigen Glaubens solle einer Vielfalt begrifflicher Rahmen für die moderne und zeitgenössische Kunst der Kulturen Platz machen, die in unterschiedlicher Ausprägung vom Islam geprägt sind.
Lorenz Korn beschrieb anlässlich der 11. Tagung der Ernst-Herzfeld-Gesellschaft (2015) die Beschränkung westlicher Kunsthistoriker und Archäologen auf die materielle Kultur der Regionen oder Perioden unter islamischer Herrschaft als Konstrukt, mit dessen Hilfe ihre Erforschung im Rahmen der allgemeinen Kunstgeschichte erst möglich geworden sei. Der Begriff des Heiligen sei für islamische Gesellschaften von großer Bedeutung; man könne aber nicht immer davon ausgehen, dass ein religiöser Gedanke die Herstellung eines materiellen Gegenstandes beeinflusst hätte. Vielmehr könnten in einem multilateralen Prozess auch Objekte zu Faktoren werden, die der Religion zugrunde liegen oder sie möglich machen. Das religiöse Denken könne auch von Kunstwerken und anderen formal aufgebauten kulturellen Phänomenen, „symbolischen Formen“, geprägt werden, wobei eine deutliche geschichtliche Kontinuität bestehe: So sei beispielsweise der koranische Begriff des „Buches“ als Emanation des Göttlichen nur deshalb sinnvoll gewesen, weil schon in der Spätantike religiöse Texte in der materiellen Form von Kodizes vorgelegen hätten.

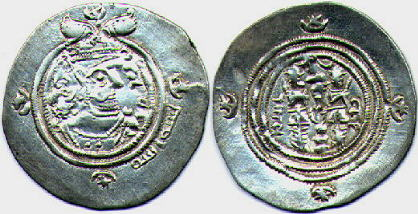
Eine sassanidische wird durch Hinzufügen der Basmala zu einer „islamischen“ Münze umgeprägt. Mitte 7. Jh., ʿUthmān ibn ʿAffān

Zudem richtet die moderne kunstgeschichtliche Forschung den Blick auf die Frage nach den Ursprüngen und dem zeitlichen Beginn der „islamischen Kunst“. Die ästhetischen Kriterien, die ein Objekt als „islamisch“ wahrnehmbar machen, entstanden nicht erst nach dem Wirken des Propheten Mohammed, sondern haben klar erkennbare Ursprünge in der jüdischen und christlichen Kunst. Unter islamischer Herrschaft entstand ein neues System von Nutzungs- und Bedeutungszusammenhängen auf dem Boden des neuen religiösen, gesellschaftlichen und politischen Systems. Angesichts der Größe der islamischen Welt und des ihrer jahrhundertelangen kulturellen Entwicklung wird die noch in den 1950er und 1960er Jahren vorausgesetzte grundsätzliche Einheitlichkeit der islamischen Kunst in Frage gestellt. Die Dichotomie zwischen „sakral“ und „säkular“ wird von Shalem (2015) als „westliches Paradigma“ angesehen, das auf den historischen Konflikt zwischen Papsttum und Kaiser in Europa zurückzuführen sei.
Einen Versuch, Objekte einer islamischen Kunst im engeren religiösen Sinn zu beschreiben, unternahm Marianne Barrucand (2001). Sie identifizierte die Architektur der Moschee und der islamischen Schulen und bestimmte Monumente wie zum Beispiel den Felsendom, das Inventar solcher Gebäude, beispielsweise das Vorhandensein einer Mihrābnische oder einer Minbarkanzel sowie bestimmte Bereiche der islamischen Kalligraphie und die rein ornamentalen Formen der Buchkunst religiöser Schriften. Nach Korn (2022) konnte mit „nichtfigürlichen Darstellungen oder gar abstrakten Formschöpfungen […] in religiöser islamischer Kunst Bedeutung vermittelt werden.“ Dieser Zweck könne beispielsweise durch Gegenstände oder ihre Darstellung erreicht werden. So könne „ein[…] Nischenbogen, unterstützt durch bestimmte Beischriften, als Mihrab gesehen werden […]; damit ist eine Beziehung zum Ritualgebet hergestellt.“ Vor allem die Bildervermeidung in der Ausstattung und im Baudekor von Moscheen und Madaris, sowie die Gestaltung von Koran- und Hadithmanuskripten legten einen religiösen Bezug nahe.

## Kennzeichen
Typisch für islamische Muster und Ornamente ist, dass sie, einmal entwickelt und in ihrer Konstruktion verstanden, zur Ausgestaltung unterschiedlicher Gegenstände aus verschiedensten Materialien verwendet werden, unter anderem in der Architektur, keramischen Kunst, in geprägtem Leder, geschnitzt in Holz oder Elfenbein, auf Metall, sowie in Textilien. Ein beliebiger Gegenstand wird durch seine Gestalt und sein Dekor als Erzeugnis der islamischen Kunst erkennbar.

### Bildervermeidung

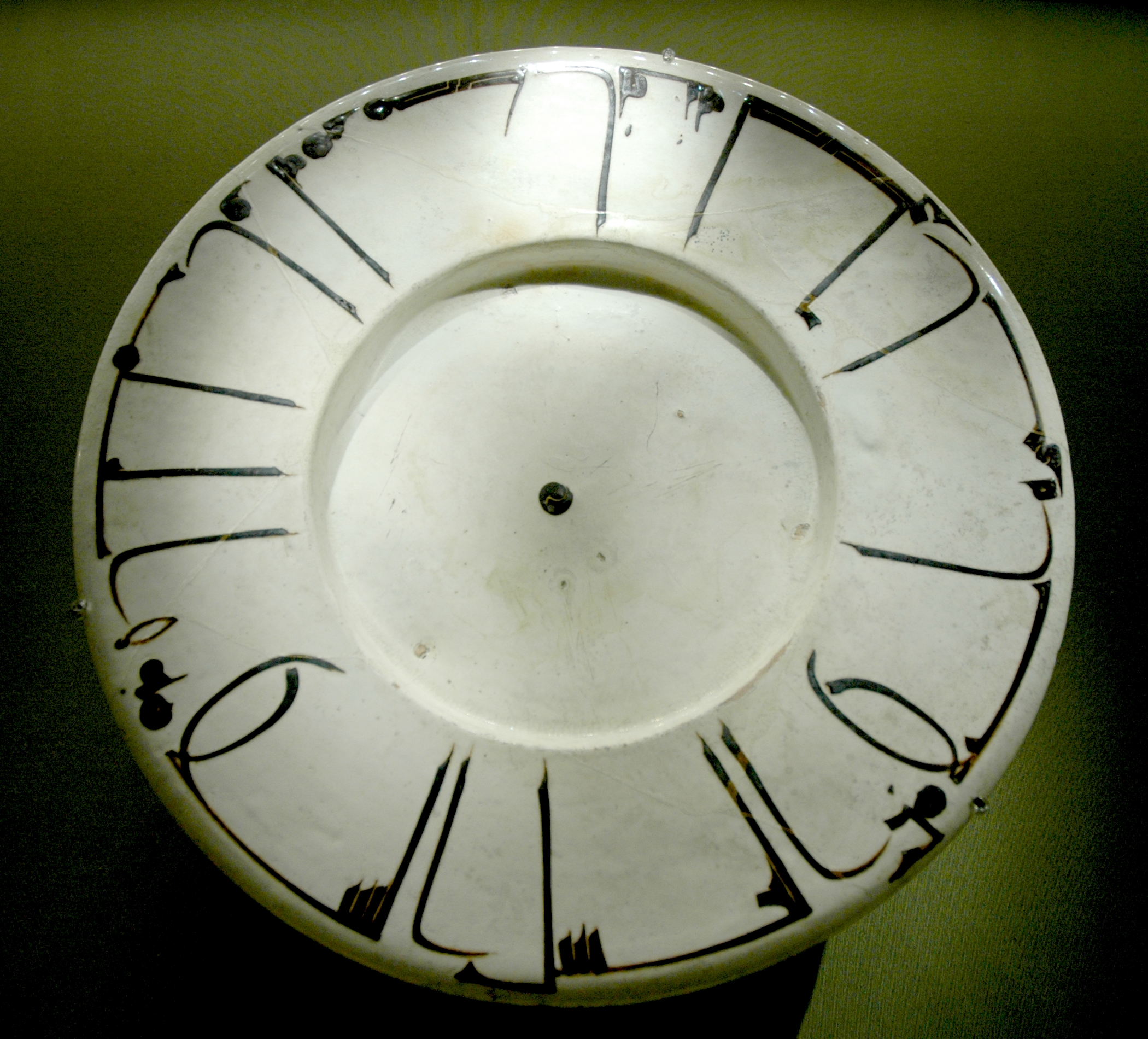
Teller mit kalligrafischem Dekor (Iran, 11./12. Jahrhundert)

Da der Islam nicht nur eine Religion, sondern auch die Richtschnur für die gesamte Lebensweise der Muslime ist, kann man keine eindeutige Trennlinie zwischen sakraler (religiöser) und profaner (weltlicher) Kunst ziehen. Der Begriff „islamische Kunst“ macht diesen engen Zusammenhang deutlich. Trotz der Unterschiede in der islamischen Kunst verschiedener Zeiten und Regionen fällt dem Betrachter die allgemeine Tendenz zum nichtfigürlichen Dekor auf.
Obwohl in der Sure 59, Vers 24 Gott als der (alleinige) „Bildner“ bezeichnet wird, enthält der Koran kein ausgesprochenes Bilderverbot. Erst mit der Entstehung der hadith-Sammlungen wurden deutliche Einschränkungen formuliert. Die Handhabung solcher Verbote variiert sehr stark und ist von verschiedenen Faktoren abhängig. Generell lässt sich aber feststellen, dass die bildliche Darstellung in Kunst und Architektur umso stärker vermieden wird, je
- näher das Bau- oder Kunstwerk dem religiösen Bereich steht (zum Beispiel die Moschee und ihr Inventar),[23]
- glaubensstrenger das Umfeld (Auftraggeber, Künstler, Herrscher) ist, in dem ein Bau- oder Kunstwerk entsteht,
- mehr Menschen der Bereich zugänglich ist, in dem sich ein Bau- oder Kunstwerk befindet.

Die Extreme in der Beachtung bzw. Vernachlässigung der Bildervermeidung finden sich in der Verstümmelung vor- oder nichtislamischer Bildwerke einerseits und der figurenreichen Miniatur- und Wandmalerei andererseits. Allerdings scheut man selbst in letzterer meist die Darstellung des Propheten, oder lässt ihn zumindest einen Gesichtsschleier tragen. In Verbindung mit der großen Bedeutung des Wortes, gleichsam als Träger der Offenbarung, führt das Vermeiden bildlicher Darstellungen zu einer überragenden Rolle von Schrift (Kalligraphie) und Ornament. Dabei wird eine Inschrift häufig selbst zum Ornament; geometrisch konstruierte Muster sind ein unverkennbares Hauptelement der islamischen bildenden Kunst.

### Symmetrie
Symmetrie ist ein Ausdruck und grundlegendes Werkzeug des menschlichen Verstands, um Informationen zu verarbeiten. In der Musterbildung der islamischen Kunst ist die Spiegelsymmetrie besonders bedeutsam, sowohl in der Komposition der gesamten Fläche, als auch eines einzelnen Ornaments. Davies erläutert die Regeln der Symmetrie in der islamischen Kunst im Detail am Beispiel des anatolischen Kelim.

### Muster
Charakteristisch für die islamische bildende Kunst ist die Verwendung bestimmter Muster, um eine Fläche dekorativ zu ordnen. Muster sind oft in unterschiedlichen, sich überlagernden Ebenen angeordnet, so dass die Gestaltung einer Fläche abhängig von der Position des Betrachters unterschiedlich wahrgenommen wird.
- geometrische Muster sind aus sich wiederholenden vieleckigen oder kreisförmigen Teilflächen aufgebaut, die in ihrer Anordnung dem modernen mathematischen Begriff der Parkettierung nahe kommen. Im Lauf der Zeit wurden die geometrischen Konstruktionen immer komplexer. Sie können für sich allein stehend ein dekoratives Ornament bilden, einen Rahmen für andere (florale oder kalligrafische) Ornamente, oder den Hintergrund ausfüllen.
- Arabesken sind flächig stilisierte Rankenornamente aus sich gabelnden Blättern in schwingender Bewegung
- Kalligrafische Inschriften bieten zusätzlich zu ihrer dekorativen Gestalt die Möglichkeit, beispielsweise durch Koran- oder Gedichtzitate eine weitere Bedeutungsebene einzubringen.

### Unendlicher Rapport
Besonders die geometrisch konstruierten Muster können im Prinzip in die Unendlichkeit fortgesetzt gedacht werden. Eine umgrenzte Fläche bietet demnach nur einen Ausschnitt aus dem unendlichen Muster. Je nach Größenmaßstab kann eine Fläche einen größeren oder kleineren Ausschnitt der Unendlichkeit wiedergeben, das Muster wirkt hierdurch entweder kleinteilig oder monumental.

## Hauptepochen

### Ursprünge
Die islamische Kunst ist nicht aus sich selbst heraus entstanden, sondern greift in ihren Anfängen auf künstlerische Traditionen der vorausgegangenen oder benachbarten Gesellschaften zurück: Prägend war einerseits die Römische Kunst, vor allem in ihrer oströmisch-hellenistischen Ausprägung, der byzantinischen Kunst. Das oströmische und das persische Sassanidenreich hatten in den über 400 Jahren ihrer gemeinsamen Existenz ähnliche, der Repräsentation dienende Stile und ein vergleichbares dekoratives Vokabular entwickelt. Künstler und Handwerker, die in diesen Traditionen ausgebildet waren, setzten ihre Arbeit fort.
Im Lauf der Zeit entwickelten sich aus diesen Traditionen die eigenständigen Stile der islamischen Kunst. Die arabische Expansion brachte die islamische Gesellschaft in engen Kontakt mit der bedeutenden Kultur und Kunst des viele Jahrhunderte älteren Perserreichs, der sich ausdehnende Fernhandel mit China und Europa brachte mit den Waren auch künstlerische Einflüsse, die im Lauf der Zeit in das eigene künstlerische Schaffen integriert wurden. Entscheidenden Einfluss auf die Entstehung einer als einheitlich wahrnehmbaren islamischen Kunst hatte die dem Repräsentationsbedürfnis entspringende Zentralisierung von Kunst und Kunsthandwerk und deren zentral organisierte und gesteuerte Entwicklung in den Hofmanufakturen des Perser- und des Osmanischen Reichs, der Mamlukendynastie in Ägypten sowie den Manufakturen der islamischen Mogulherrscher Indiens. Vom Kunststil der Herrscherhöfe und großen Stadtmanufakturen beeinflusst, aber im Wesentlichen eigenständig, bestand parallel das künstlerische Schaffen der kleinen ländlichen Dörfer und der Nomadenstämme fort.

### Das arabische Kalifat

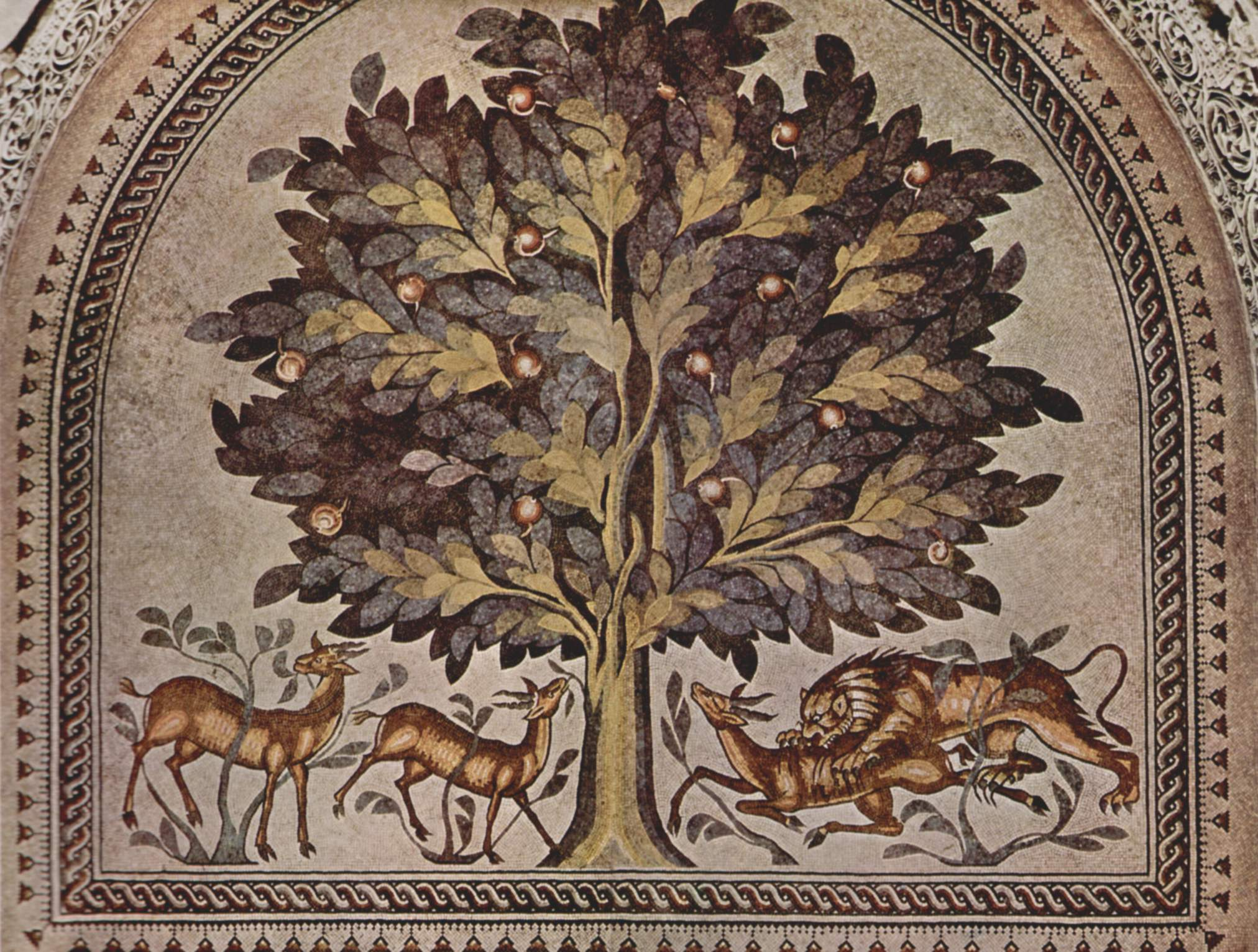
Umayyadisches Mosaik

Bereits unter der religiösen und politischen Führung des Propheten Mohammed (ca. 570–632) begann die Herausbildung eines neuen Staatswesens auf der arabischen Halbinsel. Seine Nachfolger waren zunächst Männer aus seiner Gefolgschaft, die sogenannten vier rechtgeleiteten Kalifen. Unter ihrer Herrschaft (632–661) wurde das Reich durch die Eroberung des Irak, Irans, Syriens, Ägyptens und Teilen von Nordafrika erheblich ausgedehnt. Aus den jahrelangen Machtkämpfen nach dem Tode des Kalifen ʿUthmān ibn ʿAffān (656) ging schließlich nach der Ermordung des Kalifen Ali (661) der Gouverneur Syriens, Muʿāwiya I., als Sieger hervor. Er begründete die Dynastie der Umayyaden, die ihre Hauptstadt nach Damaskus verlegte. Das Reich wurde nach Westen (Nordafrika, auf fast die gesamte Iberische Halbinsel, Teile Südfrankreichs) und in Richtung Osten (Choresmien, Transoxanien, Afghanistan sowie auf Gebiete beiderseits des Indus) gewaltig erweitert. Darüber hinaus wurden Feldzüge gegen das Frankenreich und Byzanz geführt. Die durch die geographische Ausdehnung hervorgerufenen Spannungen mündeten schließlich in einen von den östlichen Provinzen ausgehenden Aufstand. Im Jahre 750 wurden die Umayyaden gestürzt und vom Abbasiden-Kalifat abgelöst, unter denen sich der Schwerpunkt des Kalifats nach Osten verlagerte. Zur neuen Hauptstadt wurde Bagdad; in der Zeit von 838 bis 883 diente das neugegründete Samarra als Residenz. Bereits im 9. Jahrhundert verlor der Kalif zunehmend an Einfluss und war schließlich kaum mehr als das geistliche Oberhaupt der Muslime. In vielen Gebieten des Kalifats wurden die dort ansässigen Fürsten (Emire) weitgehend selbständig und begründeten eigene Dynastien, die nur noch nominell dem Abbasidenkalifen unterstanden (siehe Zeittafel islamischer Dynastien).
Kunst im arabischen Kalifat

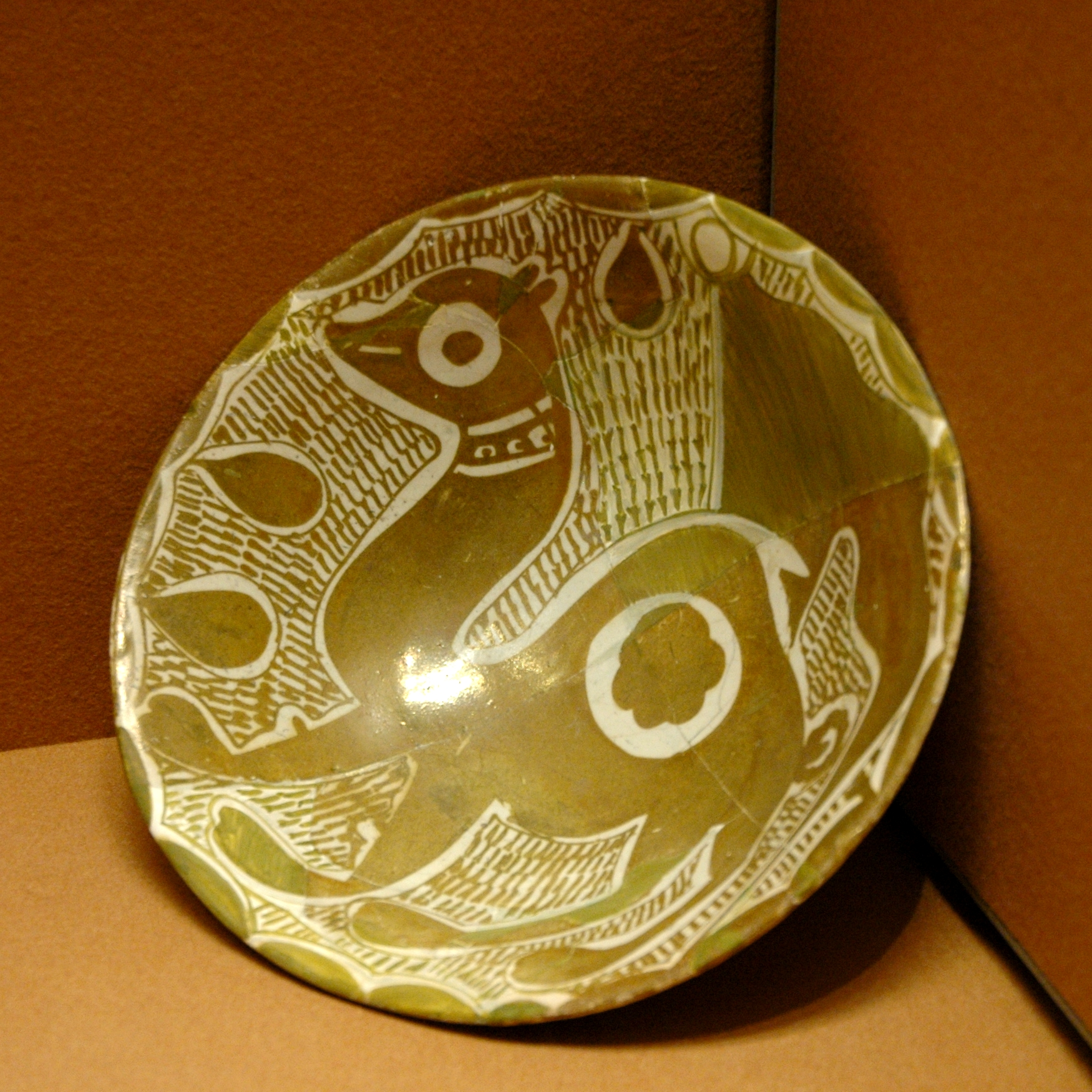
Lüsterkeramik (Irak, 10. Jahrhundert)

Den gesamten Mittelmeerraum prägte bis ins 13. Jahrhundert eine gemeinsame Kunstsprache der Formen und Motive, die sowohl in den islamischen als auch in den christlichen Reichen verstanden wurde. Die frühislamische Kunst unter den Umayyaden (661–750) entwickelte sich auf der Grundlage hellenistischer, byzantinischer und sassanidischer Traditionen und weist nur wenige oder gar keine arabischen Charakteristika auf. Vereinheitlichend wirkten dabei der Fernhandel, der aufblühende Städte miteinander verband, und der Islam als geistige Basis. Von der Hauptstadt Damaskus aus gingen Impulse bis nach Spanien im Westen und nach Transoxanien im Osten. Unter ihren Nachfolgern, den ab 750 in Bagdad regierenden Abbasiden, bekamen iranische und mittelasiatische Einflüsse größeres Gewicht: die Ornamente und Motive wurden stärker abstrahiert, feste Schemata ihrer Anordnung setzten sich durch. Mit der Auflösung des Kalifenreiches traten lokale Stilformen neben die durch Handel, geistigen und künstlerischen Austausch beförderten Gemeinsamkeiten.
Während Plastik und Relief unter den Umayyaden noch eng an vorislamische Traditionen anknüpften, setzten sich unter den Abbasiden die der islamischen Kunst eigenen Kompositionsprinzipien endgültig durch, so die vollständige Bedeckung mit Dekor und die Aufteilung von Flächen in Borte und Feld.

### Seldschuken, Mongolen und Timuriden

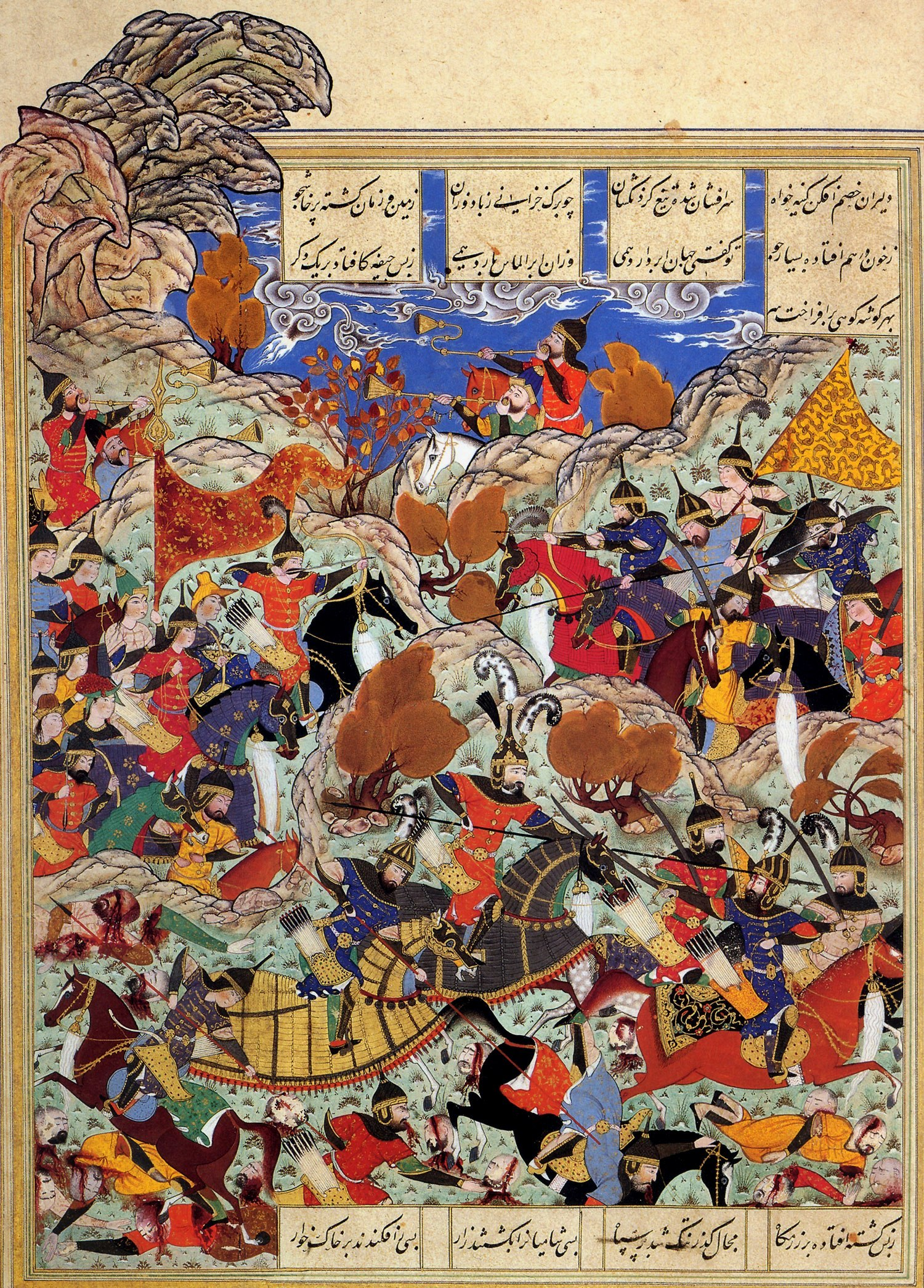
Schlacht Timurs, Miniaturmalerei der Timuridenzeit (Behzād)

Vom 11. Jahrhundert an drangen aus Zentralasien Stämme und Völker mit nomadischer Lebensweise nach Westen vor und schufen auf dem Boden des Kalifats neue Reiche. Die Eroberung Bagdads (1055) markierte den Erfolg der Seldschuken auf eindrucksvolle Weise. Ihre Sultane ließen das Kalifat als geistliches Amt bestehen, konnten aber damit kein neues Universalreich aller Muslime begründen. Bald erreichten Lokaldynastien (Atabegs) weitgehende Selbständigkeit, die Rum-Seldschuken in Kleinasien gründeten das Sultanat von Konya.
Der Einfall der Mongolen im 13. Jahrhundert war der Auftakt für weitere Eroberungszüge turko-mongolischer Nomadenvölker, die bis zum Ende des 15. Jahrhunderts immer wieder zur Bildung von Großreichen führten, welche schließlich wieder in kleinere Herrschaftsgebiete zerfielen.
Mit Hülegü, einem Enkel Dschingis Khans, begann im Iran die mongolische Dynastie der Ilchane (1255/56 1353). 1258 wurde Bagdad zerstört und der letzte Abbasidenkalif Al-Musta'sim bi-'llah getötet. Erst in der Schlacht bei ʿAin Dschālūt (1260) konnten die Mamluken den Vormarsch der Mongolen aufhalten.
In der Mitte des 14. Jahrhunderts schuf Timur in Mittelasien ein neues Reich mit der Hauptstadt Samarkand (1369/70), das er mit der Eroberung des Iran, Syriens und Kleinasiens rasch ausdehnte. Nach seinem Tode (1405) herrschten seine Nachfolger als Dynastie der Timuriden im Wesentlichen in Iran, Afghanistan und Transoxanien.

#### Kunst der Seldschukenzeit

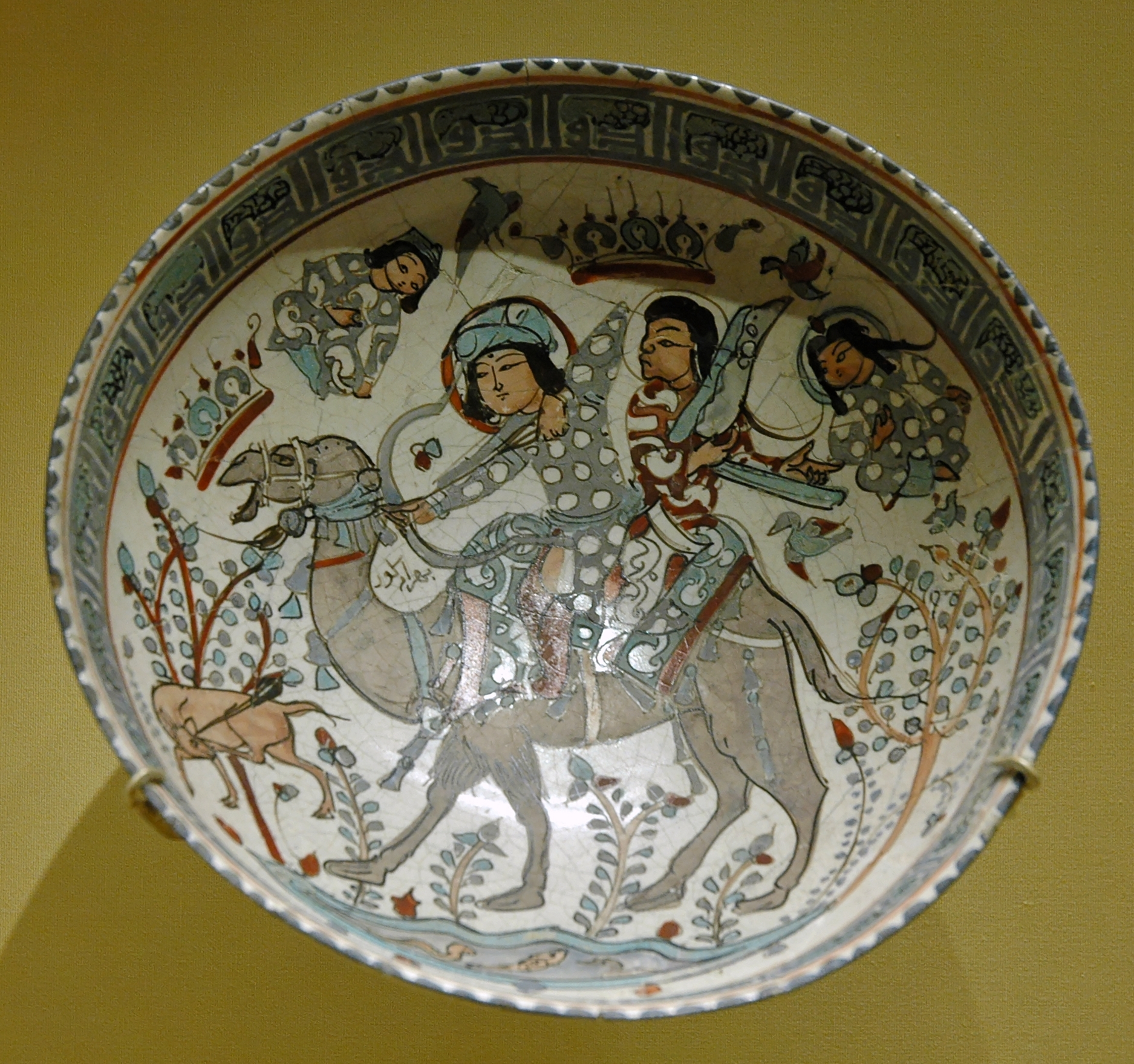
Minai-Keramik, Iran, 12./13. Jahrhundert

Die Reichsbildung der Seldschuken im 11. Jahrhundert führte zu einer erneuten Vereinheitlichung der Formensprache, die nun auch mit ostasiatischen Motiven in Berührung kam.
Mit den Seldschuken bekam das Motiv der menschlichen Figuren eine große Bedeutung, besonders bei Themen, die in Verbindung mit der Verehrung des Herrschers standen. Auch in der Keramik waren anfangs vorislamische Wurzeln noch deutlich erkennbar. Die vereinheitlichenden Tendenzen der Reichskunst brachten dann die flächendeckende Verzierung, den floralen und geometrisierenden Dekor in Form von Schriftbändern und Arabesken und schließlich die vielgestaltigen figürlichen Szenen der Seldschukenzeit zur Geltung. Die emaillierten Gläser jener Zeit folgten dieser Entwicklung ebenfalls, zum Beispiel mit vielfarbigen Szenen.

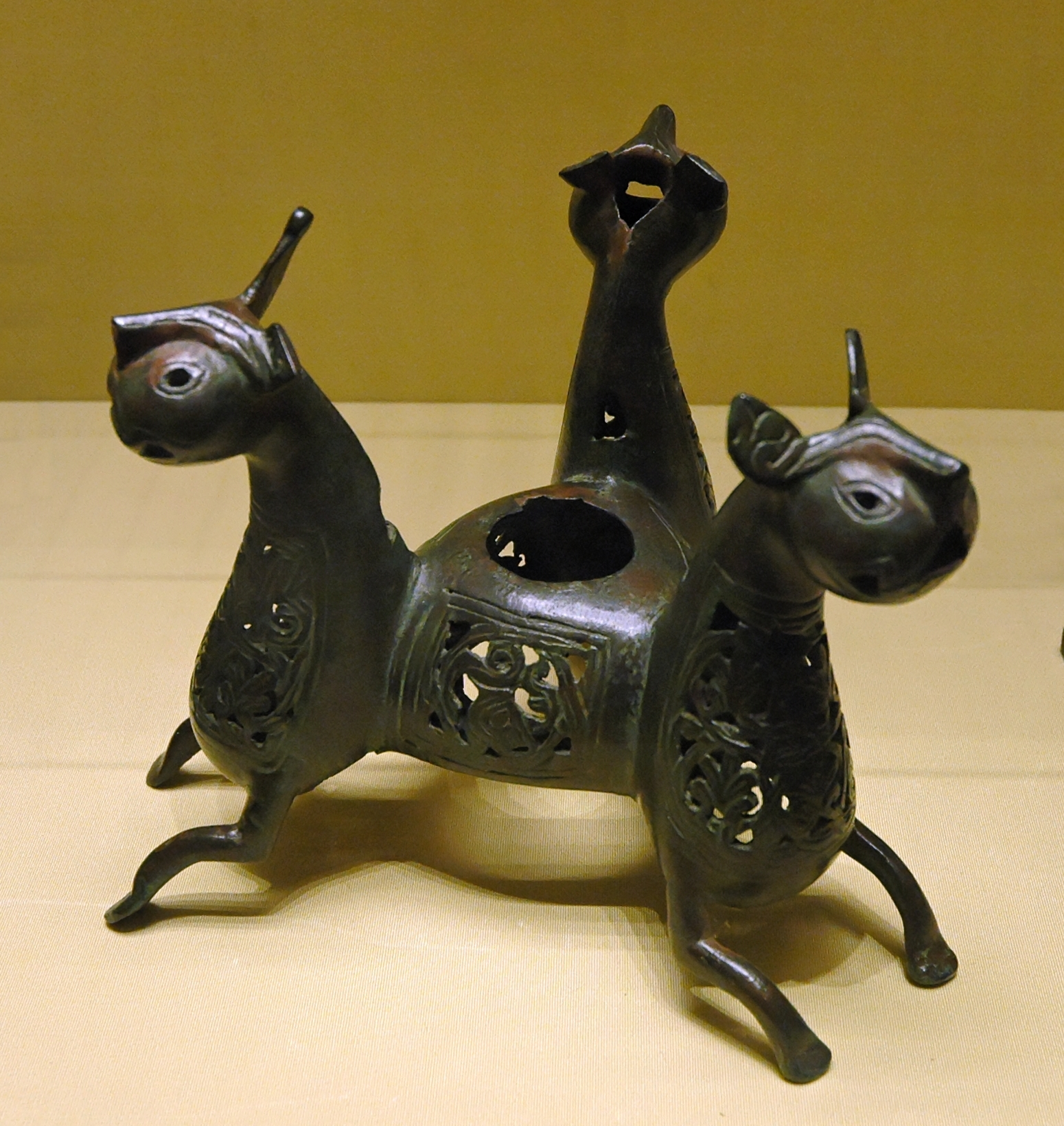
Kerzenhalter, Chorasan, 11./12. Jahrhundert

Die enge Verbindung zwischen den verschiedenen Bereichen islamischen Kunsthandwerks zeigt sich auch an den Metallarbeiten: Zunächst wurden mit Bildern wie dem „fürstlichen Reiter“ oder den Hofszenen die Traditionen sassanidischer Zeit fast bruchlos fortgeführt, bevor in der Seldschukenzeit neuartige Tiermotive aus Mittelasien und China hinzukamen. Der immer detailreichere und kompliziertere Dekor wurde nun ergänzt durch eine neue Verzierungstechnik, die Tauschierkunst ergänzt. Beim Tauschieren werden ornamentale, figürliche oder kalligraphische Dekore in die Oberfläche eines Gegenstandes aus härterem Metall eingeschlagen, graviert oder auch eingeätzt. Danach wird das Edelmetall (Silber oder Gold) fest in die Nut eingehämmert. Nach einem einfacheren Verfahren werden die Drähte oder Plättchen des Schmuckmetalls nur auf die aufgeraute Oberfläche aufgeklopft. Im 11. und 12. Jahrhundert war die persische Provinz Chorasan ein Zentrum dieser Verzierungstechnik, im 13. Jahrhundert erlangten die Bronzen aus Mossul Berühmtheit. Das Einschlagen andersfarbiger Metalle in die Oberfläche von Kannen, Schalen oder großen Kesseln bot vielfältigere Möglichkeiten, aufwendige Bildfelder und Borten zu gliedern, als das Gießen, Treiben und Ritzen. Während die erhaltenen Reste größerer Holzarbeiten die vereinheitlichenden Entwicklungen der jeweiligen Reichskunst widerspiegeln, verweisen kleine Schnitzereien und Elfenbeinarbeiten noch lange auf das Beharrungsvermögen des frühislamischen Dekors.
Nur wenige Teppiche sind aus der Seldschukenzeit erhalten. Einige der erhaltenen großformatigen Teppiche sind sehr wahrscheinlich schon in spezialisierten Manufakturen hergestellt worden. Teppiche des 13. und 14. Jahrhunderts zeigen regelmäßige geometrische Muster und stilisierte Tierfiguren.

Miniaturmalerei, Irak, 13. Jahrhundert

Miniaturmalerei ist seit der Seldschukenzeit nachweisbar. Anfangs waren die Darstellungen relativ klein und eng an den Text gebunden. Byzantinische, iranische und buddhistische Einflüsse sind deutlich zu erkennen. In Bagdad blühte Anfang des 13. Jahrhunderts eine eng an die städtische Sphäre anknüpfende Malweise, die sich von den strengen Formen des Bildaufbaus löste und andere Bildthemen als die des Hofes bevorzugte.

#### Kunst der Mongolen und Timuriden
Die Eroberungszüge der Mongolen bedeuteten im 13. Jahrhundert einen tiefen Einschnitt. Da sich auch für die nicht eroberten Gebiete in Vorderasien langfristig das politische und wirtschaftliche Umfeld veränderte, begannen sich trotz vieler Gemeinsamkeiten die Unterschiede zwischen westlicher und östlicher islamischer Kunst zu vertiefen. Während in den mamlukischen Gebieten Ägyptens und Syriens, in Nordafrika und Spanien die Verfeinerung dekorativer Elemente, die kompliziertere geometrische Aufgliederung von Flächen und der weitgehende Verzicht auf figürliche Darstellungen alle Bereiche der Kunst erfassten, brachten in den östlichen Regionen die mongolischen und später türkischen Eroberungswellen neue Einflüsse aus China und Zentralasien. Auch der Fernhandel, gefördert durch die Großreiche der Ilchane und der Timuriden, sorgte für einen stetigen Zustrom neuer Kompositionstechniken und Motive, wie zum Beispiel Drache und Phönix. Neben den oft am besten erhaltenen Erzeugnissen von Hofwerkstätten und ihrem Umkreis erlangten städtische Manufakturen besonders in Zeiten schwindender Zentralgewalt eine enorme Bedeutung. Hier entstanden auch Formen kommerzieller Kunst, das heißt direkt für die Bedürfnisse wohlhabender städtischer Schichten hergestellte Werke. Besonders der Tradition verhaftet blieb dagegen die Volkskunst, häufig gebunden an nomadische Gruppen.

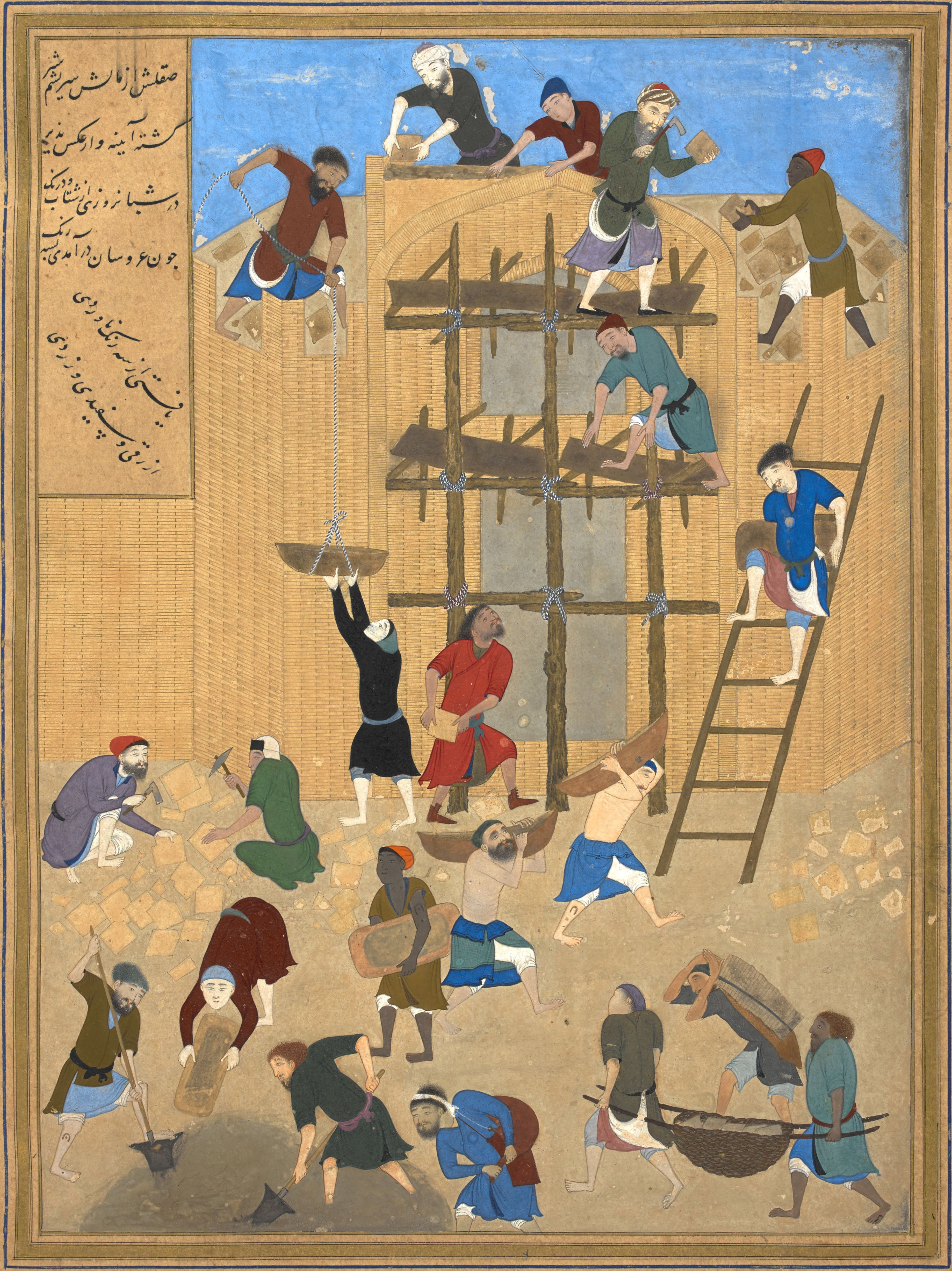
Miniaturmalerei der Timuridenzeit (Behzād)

In die Keramik fanden jetzt zahlreiche chinesische Elemente wie bestimmte Blüten- und Blattformen oder Wolkenbänder Eingang. Solche östlichen Einflüsse wurden in der islamischen Kunst bis nach Spanien spürbar. Obwohl in fürstlichen Szenen vor allem Pfingstrosen- und Lotosblüten auch ostasiatische Einflüsse verraten, bekamen kalligraphische und nichtfigürliche Dekorformen immer mehr Gewicht. Im Iran wurde unter den Ilchanen das seldschukische Erbe zunächst weiterentwickelt, gleichzeitig aber ostasiatische Blütenformen und Besonderheiten figürlicher Darstellung aufgenommen. Unter den Timuriden setzte sich dann nichtfigürlicher Dekor in Form von Rosetten, Kartuschen und Medaillonformen wieder stärker durch, die Verzierung durch Gravur und Treiben verdrängte zunehmend die Tauschiertechnik. Die Miniaturmalerei entwickelte sich in verschiedenen regionalen Stilen und in Abhängigkeit von den Auftraggebern. Mit der Zeit gewann das Bild eine größere Eigenständigkeit gegenüber dem Text, so dass schließlich auch viele Einzelbilder entstanden.

### Die späten Großreiche
Am Anfang des 16. Jahrhunderts gab es ausgedehnte islamische Staaten, die für mehrere Jahrhunderte stabil blieben: das Osmanische Reich, das Safawidenreich und in Nordindien das Mogulreich. Vom 18. Jahrhundert an griffen europäische Mächte immer mehr in die Politik dieser Gebiete ein und beschränkten mehr oder weniger deren Selbständigkeit. Das Osmanenreich hatte sich aus einem kleinasiatischen Fürstentum (Beylik) zu einem machtvollen Sultanat entwickelt, das weite Gebiete Südosteuropas, Vorderasiens und Nordafrikas umfasste. Die Safawiden waren ursprünglich Führer einer schiitischen Sekte, die in relativ kurzer Zeit ein neues iranisches Großreich schufen und damit eine Periode wechselvoller lokaler Dynastien beendeten. Babur (1494–1530), ein Nachkomme Timurs, eroberte nach Farghana (1501) und Kabul (1504) schließlich weite Teile Nordindiens. Die so begründete Moguldynastie (ab 1526) wurde erst 1858 durch die Briten entmachtet.
Kunst der späten Großreiche

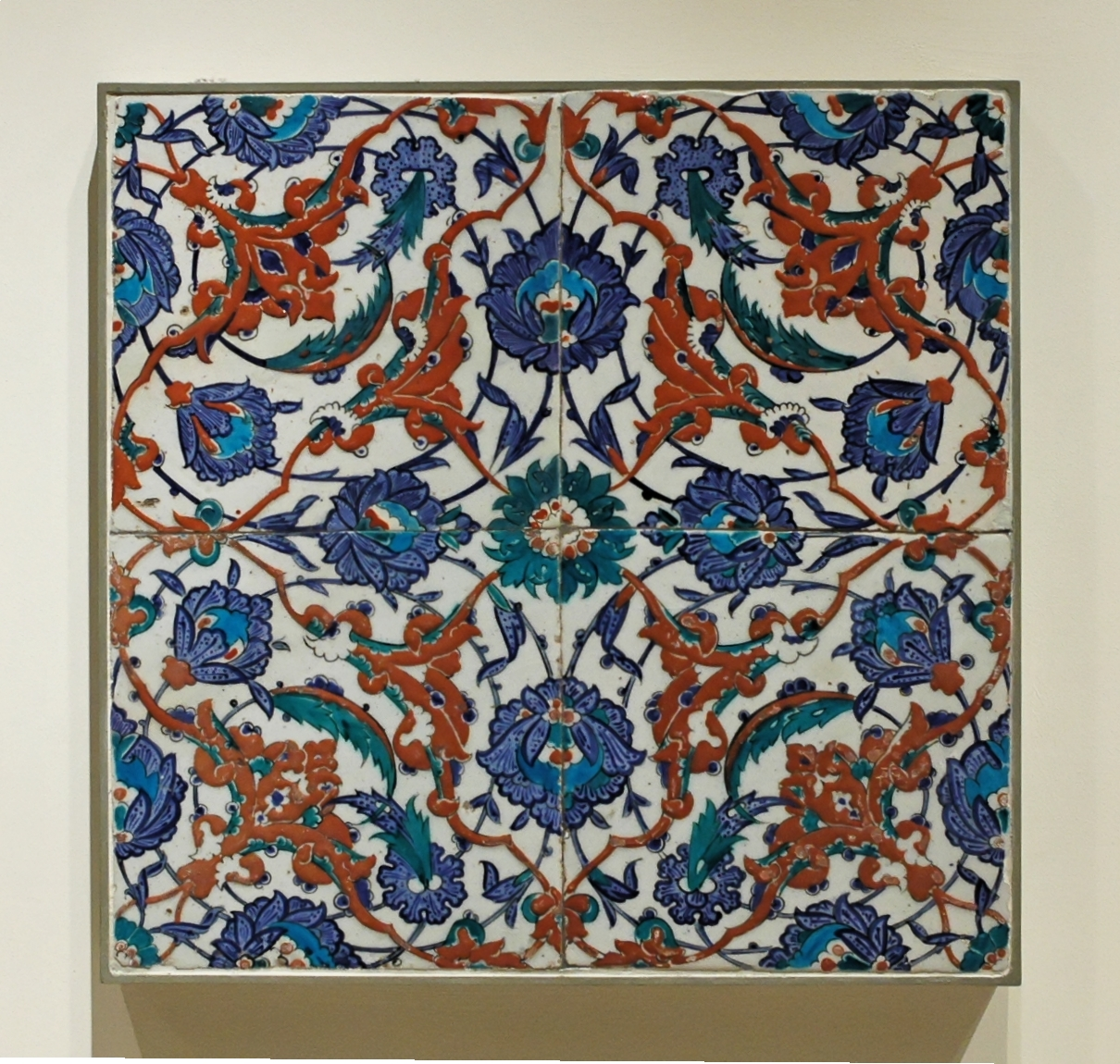
İznik-Keramik, 16. Jahrhundert

Die islamische Kunst der frühen Neuzeit wurde entscheidend von den Höfen der Osmanen und der Safawiden geprägt, wobei die intensiveren gegenseitigen Beziehungen für zahlreiche Gemeinsamkeiten bis in Details der Motiventwicklung sorgten. Aus dem Bedürfnis nach Repräsentation der eigenen Macht entstand unter Aufsicht und Lenkung der Höfe eine eigene repräsentative Kunst in hoch spezialisierten, arbeitsteilig organisierten Hofmanufakturen.

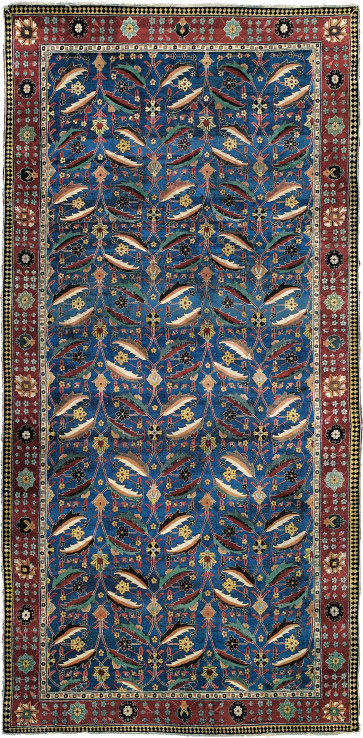
Teppich aus Kerman (Mitte 17. Jahrhundert)

Der Fernhandel bewirkte deutliche chinesische Einflüsse in der Gestaltung der Keramik. Chinesische Porzellangefäße wurden in großer Menge an den Herrscherhöfen des Osmanischen und Safawidischen Reichs gesammelt. Noch heute bewahrt das Topkapı-Palastmuseum eine Sammlung chinesischen Porzellans, das auch den eigenen Keramikmanufakturen zum Modell zur Verfügung gestellt wurde. In den Manufakturen beispielsweise von İznik entstanden nach chinesischem Vorbild geformte und gestaltete Teller, Schalen und Gefäße aus feingliedrig verzierter Keramik, die zu einer eigenen Formen- und Mustergestalt weiterentwickelt wurden. Entsprechend dem Farbenreichtum der Keramik nahm in der Metallkunst bei Edelmetallen die Verwendung verschiedenfarbiger Edelsteine zu. Bei Werken aus Bronze und Messing wurde die Tauschiertechnik durch Gravur und Schwärzung weiter zurückgedrängt.
Die hochwertigen Erzeugnisse der Hofwerkstätten beeinflussten die Produktion der städtischen Manufakturen, deren Waren in großem Umfang bis nach Europa gehandelt wurden. Geknüpfte Teppiche der Safawiden- und Osmanenzeit zählen zu den vollendetsten Produkten dieses Kunsthandwerks. Unter dem Einfluss bedeutender Künstler wie Kamāl ud-Dīn Behzād ereignete sich im 16. Jahrhundert eine grundlegende, als „Musterrevolution“ bekannte Veränderung ihrer Gestaltung: Das Prinzip des unendlichen Musterrapports wurde zugunsten der Flächengliederung in Zentral- und Eckmedaillons aufgegeben, die heute noch unsere Vorstellung von einem „Orient-“ oder „islamischen Teppich“ prägen. Einige hundert bekannte Abbildungen von Orientteppichen in der Renaissancemalerei vom späten 13. bis ins 17. Jahrhundert hinein zeugen von der anhaltenden Faszination, die Farben und Muster islamischer Teppiche auf europäische Künstler ausübten.
Im Mogulreich gelangten auch viele Einflüsse aus der nicht-islamischen Kunst Indiens in den Formen- und Motivschatz. Die Hofwerkstätten der Mogulherrscher mit ihren Verbindungen zu anderen Zentren islamischer Kunst sorgten für die Einbindung dieser Elemente in die traditionellen Strukturen; ähnlich wirkten die Handelsbeziehungen und der damit verbundene Austausch. Berühmt ist vor allem die Miniaturmalerei, von der hervorragende Beispiele auch in europäische Sammlungen gelangten.
Der zunehmende Einfluss Europas spiegelte sich seit dem 18. Jahrhundert auch in der islamischen Kunst wider. Die Anleihen aus Barock, Rokoko oder dem Klassizismus wurden allerdings den traditionellen Kompositionsprinzipien unterworfen. Durch
- Vervielfältigung
- Reihung
- Friesbildung
- Spiegelung
- Anordnung als Borte und Feld

sowie ihre Verknüpfung mit traditionellen Mustern fügten sich die fremden Blüten, Muschelformen oder Säulenmotive in die hergebrachten Schemata ein. Die so entstandenen Stile – etwa das Türkische Rokoko – zeugen von der schöpferischen Kraft der islamischen Kunst jener Zeit, fremde Einflüsse aufzunehmen und zu verarbeiten.

### Der islamische Westen

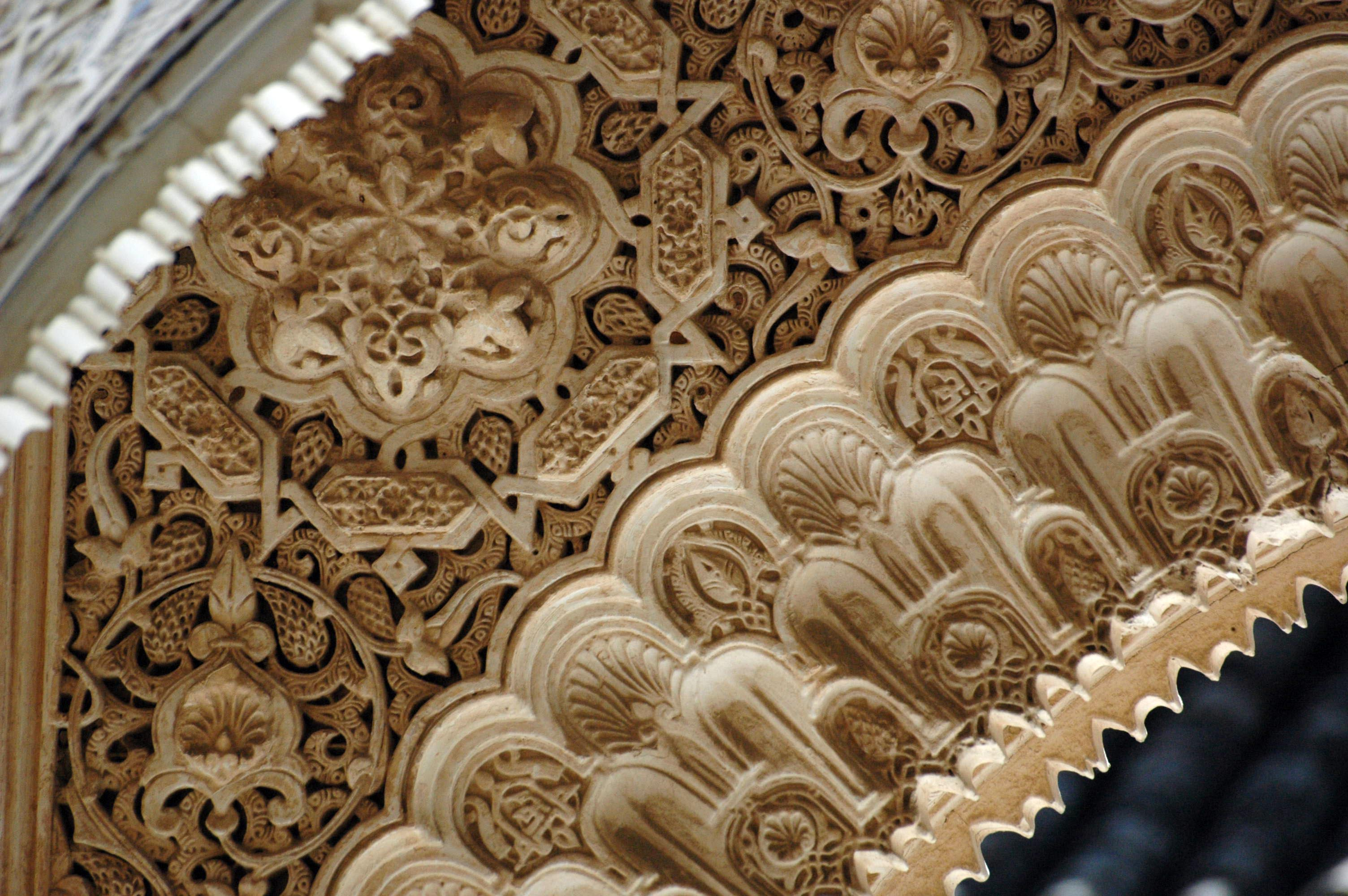
Architekturdekor in der Alhambra

Die Gebiete westlich der Syrischen Wüste nahmen über weite Perioden einen deutlich anderen Weg der politischen Entwicklung. Die Fatimiden (909–1171) begründeten ein schiitisches Gegenkalifat, das seit der Gründung Kairos (969) sein Zentrum in Ägypten hatte. Die folgende Dynastie der Ayyubiden (1171–1250) erkannte zwar wieder den Kalifen in Bagdad als geistliches Oberhaupt an, war aber wie die anschließend herrschenden Mamluken (1250–1517) politisch völlig selbständig. Seit 1258 bestand am Hof in Kairo ein abbasidisches (Schatten-)Kalifat, das später auf die osmanischen Sultane übergehen sollte.
Der einzig überlebende Umayyade Abd ar-Rahman rettete sich auf die Iberische Halbinsel und gründete dort ab 756 ein Gegenkalifat, das bis zum 11. Jahrhundert bestand. Der anschließende Zerfall in viele kleine, zum Teil gegeneinander kämpfende Königreiche (Taifa-Königreiche) schwächte das muslimische Spanien gegenüber der christlichen Reconquista. In Nordafrika bildeten sich vor allem von Kairouan, Tunis und Fès ausgehend Herrschaftsgebiete heraus, die vom 11. bis 13. Jahrhundert unter den Almoraviden und Almohaden zu Großreichen vereinigt wurden, die sich auch auf die Iberische Halbinsel ausdehnten. Durch die Bestrebungen der Almoraviden und Almohaden gelang bis gegen Ende des 12. Jahrhunderts noch einmal eine Stabilisierung. Als letzter Staat bestand (bis 1492) schließlich noch das Emirat von Granada unter der Herrschaft der Nasriden, in dem Kunst und Kultur eine Blüte erlebten.

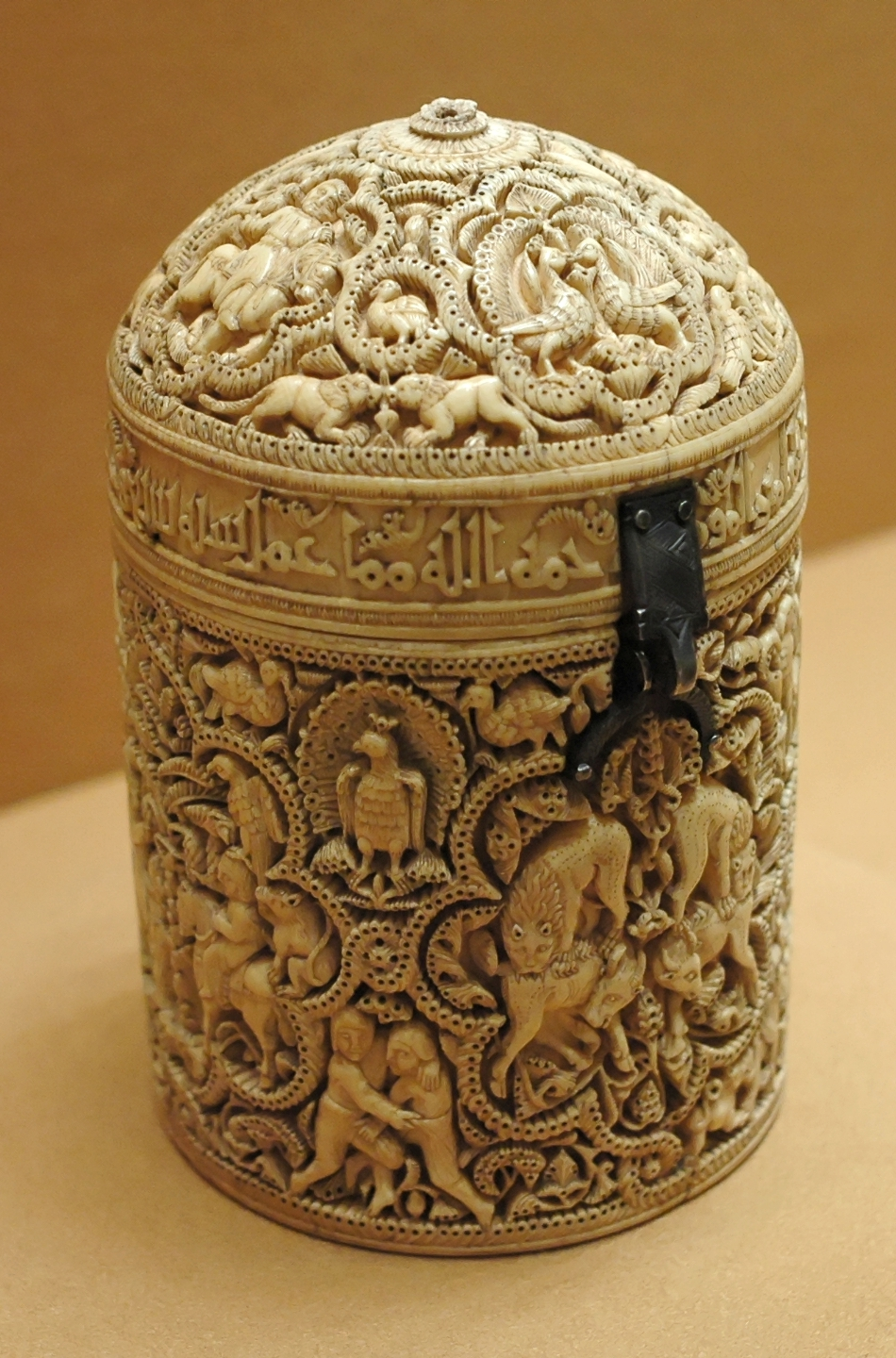
Pyxis aus Elfenbein, Madīnat az-zahrāʾ, Mitte 10. Jahrhundert

Vom 9. bis 11. Jahrhundert gehörten die Insel Sizilien und zeitweise auch Teile Unteritaliens zum muslimischen Machtbereich. Besonders Einflüsse aus dem fatimidischen Ägypten hinterließen deutliche Spuren, die auch nach der Eroberung durch die christlichen Normannen bis weit in das 13. Jahrhundert hinein fortwirkten.
Kunst im islamischen Westen
Auch nach der politischen Trennung entwickelte sich die Kunst im islamischen Westen noch lange im engen Kontakt mit den östlichen Gebieten. So spiegeln zum Beispiel die erhaltenen Reste größerer Holzarbeiten die vereinheitlichenden Entwicklungen der jeweiligen Reichskunst wider. Gleichzeitig verweisen kleine Schnitzereien und Elfenbeinarbeiten noch lange auf das Beharrungsvermögen des frühislamischen Dekors.
Die Textilien des 11., 12. und 13. Jahrhunderts aus Ägypten, Spanien und Sizilien zeigen den gleichen Drang zur Entfernung von den natürlichen Vorbildern der Ornamente oder zu fortlaufenden Borten und flächendeckenden Mustern wie andere Objekte der Kleinkunst. Die zahlreichen Tierdarstellungen wurden durch friesartige Wiederholung, geometrische Anordnung oder feinteilige Binnenzeichnung verfremdet.

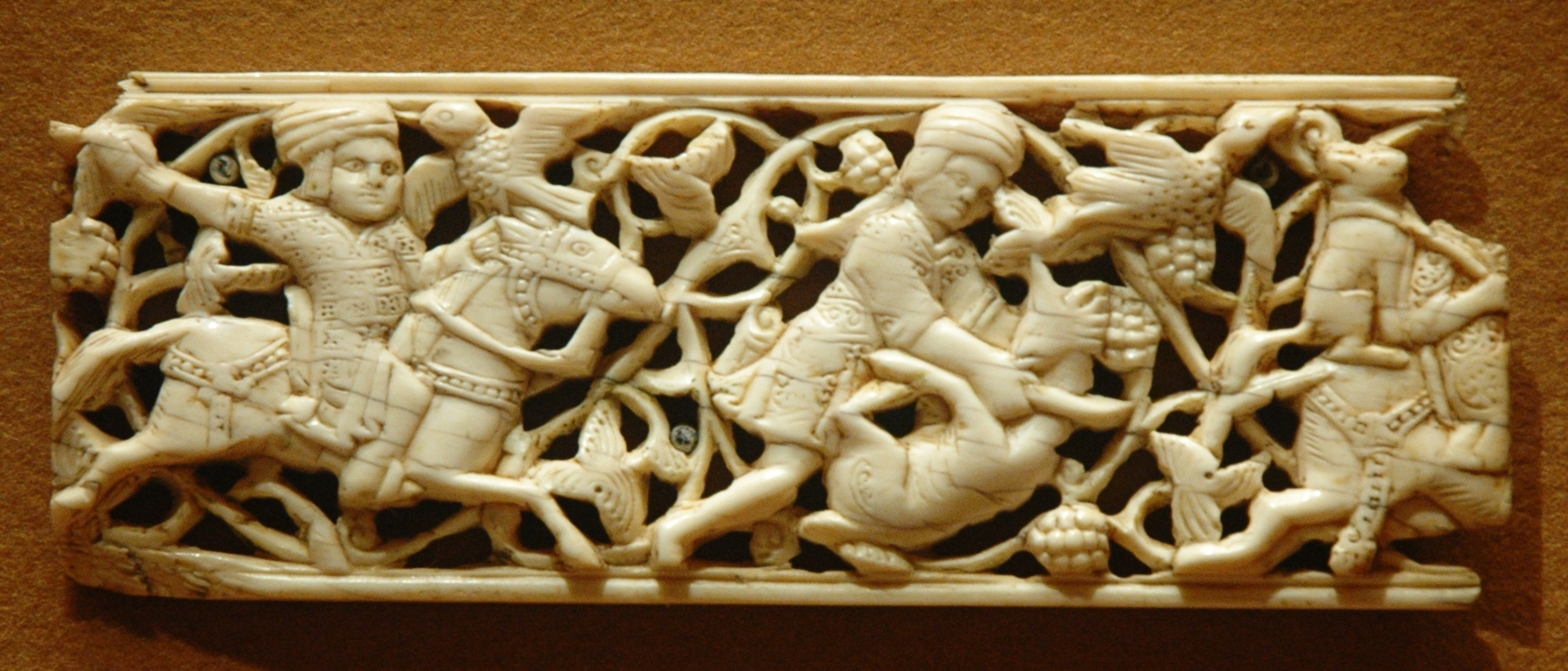
Belagplatte aus Elfenbein mit Jagddarstellungen, aus Ägypten, 11./12. Jahrhundert

Im umayyadischen Spanien und im fatimidischen Ägypten wurden begehrte Belagplatten und Möbelverzierungen, Kämme, Büchsen und Kästen aus Elfenbein hergestellt. Diese Tradition wurde auf Sizilien und in Süditalien sogar über die muslimische Periode hinaus unter den Normannen und Staufern bis ins 13. Jahrhundert fortgesetzt.
Die Eroberungszüge der Mongolen im 13. Jahrhundert dagegen bedeuteten einen tiefen Einschnitt. Da sich auch für die nicht eroberten Gebiete in Vorderasien langfristig das politische und wirtschaftliche Umfeld veränderte, begannen sich trotz vieler Gemeinsamkeiten die Unterschiede zwischen westlicher und östlicher islamischer Kunst zu vertiefen. Während in den mamlukischen Gebieten Ägyptens und Syriens, in Nordafrika und Spanien die Verfeinerung dekorativer Elemente, die kompliziertere geometrische Aufgliederung von Flächen und der weitgehende Verzicht auf figürliche Darstellungen alle Bereiche der Kunst erfassten, brachten in den östlichen Regionen die mongolischen und später türkischen Eroberungswellen neue Einflüsse aus China und Zentralasien.
Eine Sonderentwicklung unter der Dynastie der Mamluken sind die noch in der Ayyubidenzeit beginnenden Wappendarstellungen, die man auch auf den emaillierten Gläsern und auf Metall findet. Im Umkreis der mamlukischen Sultane entstanden auch hervorragende Werke der Tauschierkunst.

### Neuzeit
Mit der Orientierung herrschender Kreise an Europa und dem Zerfall der großen islamisch geprägten Reiche war auch der Untergang der an den Höfen produzierten Kunst besiegelt. Im ausgehenden 19. und im beginnenden 20. Jahrhundert bewahrten nur die Nomaden Mittelasiens und die traditionellen Bereiche um den Basar als Handels- und Handwerkszentrum wichtige Elemente der Formen und des Motivschatzes islamischer Kunst.

### Moderne
Die moderne Kunst der heutigen islamischen Staaten befindet sich in einem Spannungsfeld zwischen der als transnational wahrgenommenen Moderne, der Suche nach einer eigenständigen nationalen Identität in den einzelnen heutigen Nationalstaaten, und der Suche der modernen islamischen Philosophie nach einem „authentischen“ (al-Asala / اصالا / ‚Authentizität, Originalität‘) gemeinsamen „islamischen Erbe“ (al-Turath / الــتـراث / ‚Erbe‘). Die in der heutigen islamischen Öffentlichkeit breit geführte Debatte wirkt sich auch auf das Schaffen und die Eigen- und Fremdwahrnehmung der Künstler und die Rezeption ihrer Werke aus.

## Islamische Kunstgeschichte als wissenschaftliche Fachdisziplin
Objekte der islamischen Kunst gelangten durch Gesandtschaften, Handel, als Kriegsbeute oder Pilgersouvenir nachweislich spätestens gegen Ende des 8. Jahrhunderts ins christliche Westeuropa. Als Kostbarkeiten erhielten sie hier, ungeachtet ihrer Herkunft, einen neuen Zweck in der christlichen Liturgie, beispielsweise als Reliquienbehälter.
Die wissenschaftliche Beschäftigung mit den materiellen Erzeugnissen islamisch geprägter Länder und Kulturen ist demgegenüber vergleichsweise neueren Datums: Der Begriff „islamische Kunst“ und die dazugehörige kunstwissenschaftliche Terminologie kamen erst im späten 19. Jahrhundert auf. Universalmuseen wie das British Museum oder das South Kensington Museum, das spätere Victoria and Albert Museum, erweiterten in dieser Zeit ihre Sammlungen durch umfangreiche Ankäufe aus islamischen Ländern. Max van Berchem erkannte die Bedeutung arabischer Inschriften für die Forschung; Alois Riegl arbeitete in Wien an einer Geschichte der Ornamentik und begründete die „Wiener Schule“ der islamischen Kunstgeschichte. Josef Strzygowski beschäftigte sich mit den Ursprüngen der spätantiken und frühchristlichen Kunst, die er auf orientalische und semitische Einflüsse zurückführte. Mit dem Archäologen Ernst Herzfeld, dem Ausgräber der frühislamischen Residenzstadt Samarra, stritt er über die Datierung der Mschatta-Fassade. Den Begriff „islamische Kunst“ verwendeten diese Wissenschaftler noch nicht; sie schrieben über „frühsaracenische“ Ornamentik (Riegl), „persische“ oder „indogermanische“ Traditionen (Strzygowski). Andere Forscher wie beispielsweise Owen Jones gebrauchten Zuschreibungen wie „arabisch“, „persisch“, „türkisch“ oder „maurisch“. Der mit Vorstellungen einer speziellen islamischen Formensprache verbundene Begriff „islamische Kunst“ kam erst auf, nachdem die sich zur gleichen Zeit als wissenschaftliche Disziplin etablierende Religionswissenschaft den Islam als (vermeintliche) kulturelle und religiöse Einheit definiert hatte.
Ausstellungen in Wien (1891), die Ausstellung des Ardabil-Teppichs in London (1892) sowie die „Ausstellung von Meisterwerken Muhammedanischer Kunst“ 1910 in München weckten das öffentliche und wissenschaftliche Interesse an islamischer Kunst. Einige der frühen Wissenschaftler waren selbst bedeutende Sammler und stifteten ihre Sammlungen an Museen. In Deutschland ermöglichte die Schenkung Wilhelm von Bodes 1904 die Gründung einer Islamischen Abteilung in den Berliner Museen. Wilhelm von Bode begründete die von Friedrich Sarre, Ernst Kühnel, Kurt Erdmann und Friedrich Spuhler weiterentwickelte „Berliner Schule“ der islamischen Kunstgeschichte.
Wissenschaftler wie Louis Massignon, Georges Marçais, Ernst Kühnel oder Richard Ettinghausen sahen eine Kunst, die sich unter dem Islam als das kulturelle und gesellschaftliche Leben bestimmende Kraft entwickelte, als „islamische Kunst“ an. Als Schlüsselbegriffe definierten sie die schon von der vorausgegangenen Forschergeneration verwendeten Merkmale der Ablehnung figürlicher Darstellung, die bevorzugte Verwendung geometrischer oder vegetabiler Ornamente, und die wichtige Rolle der Kalligrafie. Gegen die Vorstellung von einer in ihrem Wesen grundsätzlich als einheitlich zu verstehenden Kunst des Islams argumentierte schließlich Oleg Grabar.

## Museen und Sammlungen
Islamische Staaten
- Museum für Islamische Kunst (Doha)
- Museum für Islamische Kunst (Kairo)
- Sammlung Al-Sabbah im Dar al-Athar al-Islamyya, Kuwait
- Kunstgewerbemuseum Isfahan
- Iranisches Teppichmuseum, Teheran

Europa
- Museum für Islamische Kunst (Berlin)
- Museum für angewandte Kunst (Wien)
- Ungarisches Museum für Kunstgewerbe, Budapest
- Museum Angewandte Kunst (Frankfurt am Main) – Sammlung nicht ausgestellt (2024)
- Museum für Kunst und Gewerbe Hamburg – 2015 neu eröffnete Sammlung islamischer Kunst
- Victoria and Albert Museum, London
- Musée du Louvre, Paris
- Benaki-Museum, Athen

USA
- Metropolitan Museum of Art, New York
- Los Angeles County Museum of Art